# Leucochrysa (Nodita) nesites
Leucochrysa (Nodita) nesites is een insect uit de familie van de gaasvliegen (Chrysopidae), die tot de orde netvleugeligen (Neuroptera) behoort. 
Leucochrysa (Nodita) nesites is voor het eerst wetenschappelijk beschreven door Navás in 1913.